# 北空港
『北空港』（きたくうこう）は、1987年11月5日に発売された浜圭介と桂銀淑のデュエット曲である。発売元は東芝EMI。

## 解説
作曲家・浜圭介と桂銀淑の師弟コンビによる初のデュエット曲。浜は、この曲のレコーディングの際、石原裕次郎の雰囲気や低音の歌い方を意識して歌ったという。
デュエット・ソングの定番となり、発売から20年以上経った2011年現在でも、カラオケ・ランキングで常に上位をキープしている。
札幌の夜を舞台に、北の空港から旅立つ男女の恋を歌っており、2004年7月24日には新千歳空港ターミナルビル2階のセンタープラザに高さ2メートル、幅93センチのステレンス製の歌詞碑が建てられた。同曲の歌詞が刻まれ、ボタンを押すとオルゴール調のメロディーが流れる仕組みになっている。2010〜2012年の空港ターミナル改修により、歌詞碑は同空港の国内線ターミナルビル3階のフードコートに移設された。

## 収録曲
1. 北空港
  - 作詞: やしろよう、作曲: 浜圭介、編曲: 桜庭伸幸
2. 別れのグラス
  - 作詞: やしろよう、作曲: 浜圭介、編曲: 桜庭伸幸